# Katalonia
Katalonia (grec:  Καταλώνια) és un poble i una comunitat del municipi de Katerini, una mica al nord de Grècia, als peus de l'Olimp. Abans de la reforma del govern local, formava part del municipi d'Elafina, del qual era un districte municipal. El cens del 2011 registrava 396 habitants.

## Infraestructures
El poble està situat 21 km al nord-oest de Katerini, a una altitud de 390 metres. Té, entre altres coses, una escola de primària de dues places, una llar d'infants d'un sol seient i una associació esportiva educativa, amb el nom de «L'Àguila» o «Àguila catalana». L'equip de futbol local, Aetos, juga a la lliga amateur. El temple del profeta Elies és el principal del poble i està envoltat d'arbres vells. També hi ha capelles, com la de sant Jordi, a Agioneri. A l'edifici de la botiga comunitària hi ha un consultori de metges rurals. En els darrers anys s'han realitzat projectes al poble i als voltants per ampliar la xarxa de reg. Katalonia limita amb altres pobles de la prefectura de Pieria, com Exochi, Paleo Keramidi etc.

## Dades històriques
Les excavacions arqueològiques han demostrat que el lloc actual del poble ha estat habitat. Sembla que hi havia un monestir a la zona. A Paleokastro s'ha descobert un mosaic de l'època de Justinià.
El nom del poble no se sap d'on prové. La versió més coneguda de l'origen del nom explica que un líder croat català passà pel poble de Pieria, camí de repel·lir els àrabs, i que, cap als voltants de l'any 1309, aquest croat català, tot recordant la seva pàtria, va batejar el lloc amb el nom de Καταλώνια, que vol dir ‘Catalunya’.
A principis dels anys trenta, els residents de Polydendri, Imathia, es van establir a Katalonia (a Mergiana). Es tracta de pagesos i ramaders, professions que encara avui en dia prevalen a Katalonia. Altres es van establir a Mesovouni i els vlaques es van establir a Isvoros. D'aquesta manera, es van crear tres assentaments. El 1945, per Reial Decret, Katalonia es convertí en Comunitat i el 1998, sota la Llei Kapodistrias, passaren a formar part del Municipi d'Elafina. El 1968 es van fer obres que van donar forma a les carreteres del poble. L'any 1983 es va fundar l'associació cultural molt popular.